# 名古屋市立鳴海東部小学校
名古屋市立鳴海東部小学校（なごやしりつ なるみとうぶしょうがっこう）は、愛知県名古屋市緑区平手北に位置する公立の小学校である。

## 概要
1873年（明治6年）に鳴海小学校の分校として創立した。愛称は「鳴東（なるとう）」で、校名は「鳴海地域の東方に位置する」、「鳴海小学校の東の分校」という2つの由来があると考えられる（「鳴海東部」という地名は存在しない）。2023年（令和5年）に創立150周年を迎えた。
名古屋市緑区は中川区とともに人口の増加が著しく、創立以来、多々の小学校を分離してきた。1974年（昭和49年）に黒石小、1975年（昭和50年）に神の倉小、1988年（昭和63年）に徳重小、1990年（平成2年）に大清水・滝ノ水小、1998年（平成10年）に常安小、2003年（平成15年）に小坂小と分離し、計7小学校と分離をした（徳重小は2008年に熊の前小と分離した）。

### 授業・休み時間など
授業は朝8時50分に始まる。1年生は金曜日に4時間帯があり、4年生以降は5時間と6時間帯で一週間をすごす。5年生からは6時間帯の日のほうが5時間帯の日より多くなる。
授業は基本的に45分授業で、休み時間は令和5年度までは大放課（20分）と昼休み（15分）以外10分の放課、令和6年度より大放課が15分、それ以外の放課は10分である。掃除は給食後15分である。

### 特徴
校内にFBC花壇と呼ばれる花壇を設けており、毎回名古屋市の「FBC（フラワーブラボーコンクール）」に応募しており、何度も賞を受賞している。花壇のデザインは春・秋コンテストともに児童作成のデザインから選定している。
また、地域との交流の一環として毎年8月に行われる「にっぽんど真ん中祭り」の鳴海（駅前）会場で、よいとこ踊りのチームに参加しているほか、緑区のお祭りにも参加している。

## 沿革
- 1873年（明治6年） - 幼導学校ができる
- 1876年（明治9年） - 小学平手学校となる
- 1887年（明治20年） - 鳴海学校分場となる
- 1892年（明治25年） - 鳴海尋常小学校分教室となる
- 1908年（明治41年） - 現在地に新築移転する
- 1915年（大正4年） - 尋常科6年まで教育することになる
- 1925年（大正14年） - 運動場にセンダンの木を植える
- 1935年（昭和10年） - 南校舎3教室と玄関を鳴海尋常小学校より移築する
- 1941年（昭和16年） - 鳴海国民学校分教場と改称する
- 1944年（昭和19年） - 二宮金次郎像の入魂式
- 1947年（昭和22年） - 鳴海町立鳴海小学校分教場と改称する
- 1948年（昭和23年） - 鳴海町立鳴海第二小学校と改称し、独立する
- 1948年（昭和23年）10月 - 占領軍の命令で鳴海東部小学校と校名を変更する
- 1949年（昭和24年） - 校章を制定する
- 1952年（昭和27年） - 国旗掲揚台、つつじヶ丘が完成する
- 1957年（昭和32年） - 校旗ができる
- 1958年（昭和33年） - 校歌が完成し、発表会を行う
- 1959年（昭和34年） - 伊勢湾台風で被害を受ける
- 1963年（昭和38年） - 名古屋市との合併で名古屋市立鳴海東部小学校となる
- 1963年（昭和38年） - プールが完成し、ベルリンオリンピック金メダリストを招きプール開き
- 1970年（昭和45年） - 体育館ができる
- 1974年（昭和49年） - 名古屋市立黒石小学校を分離する
- 1975年（昭和50年） - 名古屋市立神の倉小学校を分離する
- 1985年（昭和60年） - 特別支援学級「なるとう学級」を開設
- 1988年（昭和63年） - 名古屋市立徳重小学校を分離する
- 1990年（平成2年） - 名古屋市立大清水小学校、名古屋市立滝ノ水小学校を分離する
- 1991年（平成3年） - 体育館を改築する
- 1998年（平成10年） - 名古屋市立常安小学校を分離する
- 1999年（平成11年） - 生ゴミ処理機「ゴミパックン」が稼動開始
- 2003年（平成15年） - 小坂小が分離独立する
- 2004年（平成16年） - 新校旗樹立式
- 2005年（平成17年） - FBC花壇活動により「名誉大賞第115号校」に認定される
- 2006年（平成18年） - 「トワイライトスクール」開講
- 2007年（平成19年） - 多目的視聴覚室（お話ルーム）を「学びの森」、図書室を「お話の森」と命名
- 2009年（平成21年） - 第3回なるとびグランプリ開催
- 2023年（令和5年） - 創立150周年、記念式典を行う

## 学区
学区はおもに平手・平手北・平手南・細口・鳴丘・横吹・諸ノ木・水広下・大清水地区の（一部）からなる。特に諸ノ木は豊明市の学校が本校より近く、またおおよそ本学校から2.5キロほどの地点に地区はある。大清水は2010年度から大清水小学校の学区となった。

## 学校行事
運動会
運動会は毎年5月末に1日で開催される。（新型コロナウイルス流行時は10月に半日で行われた。）
学芸会・作品展
学芸会と作品展は毎年交互に行われる。
学芸会は学年ごとに劇を披露する。作品展は図画工作の時間につくった作品を一人1,2点ほど展示する。
地域清掃（エコちゃんデー）
年に2回、地域清掃をする。その日の愛称は”エコデー”とよばれ、児童の参加は原則全員参加であり、周辺地域住民の参加自由である。
この「エコデー」には、イメージキャラクターである「エコちゃん」となるキャラクターが存在する。（すでに消滅しているが、運動会前の運動場の清掃を「エコデー」として行っている。）
遠足・校外学習など
4年生までは遠足の行事が毎年ある。また、3年生からは校外学習を毎年行う。5年生は「中津川野外教育」というものがあり、岐阜県中津川市の名古屋市営の「中津川野外教育センター」にて2泊3日の野外学習を行う。修学旅行は、「京都・奈良」である
なるとびグランプリ（長縄大会）
2007年度の冬より毎年冬になるとびグランプリ（大縄大会）を開催している。第3回よりはトロフィーも製作され、本格的に行われている。
学習発表会
児童自身で総合的な学習の時間として調べたり学んだりしたことを学年別に工夫して発表する。11月に行われ、AチームとBチーム、2チームに分かれて発表する。体育館に観覧用のいすが並べられる。本番当日はその日に発表しないチームが観覧用のいすに座り鑑賞する。午後には保護者を招き、もう一度同じ発表を行う。午前と午後で順番が変わる。給食は行事食に変更になる。基本的に待ち時間は自主学習の時間となる。アナウンスは放送委員会が担当する。

## 進路・進学
公立校に進学する場合は、学校から800メートルほど離れた扇台中学校に進学する。

## トワイライトスクール
2006年に北校舎1階の教室を改装して施設を整備した子育て支援事業。平日は放課後19時まで、土曜日は朝から18時まで無料で児童を預かる。日曜日は利用できない。有償の小坂小学校と共有の学童保育も利用できる。（小坂学区にある）

## 部活動・委員会
部活動は4年生から、委員会活動は5年生から始まる。委員会は全員がいずれかの委員会に参加しなければならない。その一方で、部活動への参加は任意である。
部活動は現在は株式会社リーフラスが担当している。2025年度から担当する会社が岐阜県の会社に代わる予定。曜日がそれぞれ違い、曜日が同じ部活には入れない。曜日が違うのであればいくつ入っても問題はない。

### 部活動
部活動は以下の6つである。括弧内は活動曜日
- サッカー部（火曜）
- 野球部（金曜）
- バスケットボール部（5，6年：火曜　4年：水曜）
- バレーボール部（5，6年：水曜　4年：金曜）
- 合唱部（火曜）
- 器楽部（器楽）

### 委員会
委員会は以下の通り。
- 代表委員会（クラスをまとめる、学校の行事関連の仕事など）
- 放送委員会（給食間の放送、学習発表会のアナウンスなど）
- 環境美化委員会（校内の掃除の点検、エコデーの司会など）
- 園芸委員会（FBC花壇の手入れ、花の植え替えなど）
- 図書委員会（図書室の管理、本の貸し出しなど）
- 保健委員会（せっけんの入れ替えなど）
- 給食委員会（給食の返却の手伝いなど）
- 体育委員会（一輪車やフラフープの出し入れなど）
- 広報委員会（校内の新聞作り・掲示物の張り替えなど）

## 施設
校舎は北校舎・南校舎からなり、北校舎が比較的新しい。
門は4つあるが児童は通常「正門」と「北門」を使う。残りの2つは教師の駐車場付近と、エコファームの隣にある。これら2つの門には名称がない。
北校舎
- 1階：理科室・トワイライトスクール
- 2階：家庭科室
- 3階：音楽室

南校舎
- 1階：職員室・保健室・応接室（校長室）
- 2階：図書室（お話の森）・視聴覚室（学びの森）・相談室[3]
- 3階：コンピュータ室・図工室

その他施設
- 25メートルプールが設置されている。

## アクセス
- 名鉄名古屋本線 鳴海駅より市バス「新瑞12」で「平手」下車、正門まで徒歩3分（「鳴海東部小学校」下車、北門まで徒歩3分・正門まで約8分）
- 名古屋市営地下鉄桜通線 徳重駅より市バス「徳重13」「新瑞12」「幹鳴子1」で「平手」下車、正門まで徒歩3分（「鳴海東部小学校」下車、北門まで徒歩3分・正門まで約8分）